# Cristina Cifuentes Cuencas
Cristina Cifuentes Cuencas (castellà: Cristina Cifuentes)  (Madrid, 1 de juliol de 1964) és una política espanyola del Partit Popular. Des de 2015 fins al 2018 va ser presidenta de la Comunitat de Madrid. Anteriorment havia ocupat el càrrec de delegada del Govern espanyol a la Comunitat de Madrid entre 2012 i 2015, quan va cessar per tal de presentar la seva candidatura a les eleccions autonòmiques de 2015. Cifuentes va formar part de la candidatura del Partit Popular per Madrid al Congrés dels Diputats per a les eleccions generals espanyoles de 2011.

## Biografia
Llicenciada en Dret per la Universitat Complutense de Madrid i màster en Administració Pública i Direcció d'Empreses, és funcionària del Cos Tècnic Superior d'aquesta Universitat, amb el qual compatibilitza la seva activitat política.
El 6 març 2015 ha estat proposada com a candidata a la Presidència de la Comunitat de Madrid pel Partit Popular.

### Carrera política
Cifuentes va començar la seva carrera política al partit Alianza Popular, posteriorment refundat amb la denominació de Partit Popular. Es va presentar en el lloc 57 de la candidatura d'Alianza Popular a les Eleccions de Diputats al Parlament Europeu convocades el 1987 i celebrades el 1989.
Cifuentes és membre del Comitè de Direcció, del Comitè Executiu i de la Junta Directiva Regional del PP de Madrid i presidenta del Comitè de Drets i Garanties. Entre 2004 i 2008, es va fer càrrec de la Secretaria Executiva de Política Territorial del Partit Popular de Madrid.
Des de 1991 fins al gener 2012, va ser diputada de l'Assemblea de Madrid. En les seves sis legislatures com a parlamentària, va exercir més d'una desena de càrrecs, entre ells, els de vicepresidenta primera, portaveu adjunta del Grup Parlamentari Popular i portaveu de comissions com Presidència, Justícia i Interior; Educació, Vigilància de les Contractacions, Cultura i Control de l'Ens Públic Ràdio Televisió Madrid.
Cifuentes participa en el Consell Regional de Patrimoni Històric i en la Comissió Permanent del Consell Regional de Patrimoni Històric de la Comunitat de Madrid, el Consell Taurí de la Comunitat de Madrid i el Consell General de Caja Madrid.
A més, ha format part del Consell d'Administració de Radiotelevisió Madrid (1995-1999), del Consell de Cultura de la Comunitat de Madrid (1995-2003), de la Comissió Mixta de transferències Estat-Comunitat de Madrid (1996 -1999) i de la Comissió Regional de Museus de la Comunitat de Madrid (2002-2003).
El gener de 2012 va ser nomenada Delegada del Govern
El març de 2015 va ser nomenada candidata pel PP a la presidència de la Comunitat de Madrid per a les eleccions autonòmiques de 2015. Després de les eleccions del 25 de maig, fou proposada per la nova presidenta de l'Assemblea de Madrid, Paloma Adrados, com a candidata a la presidència de la Comunitat. El 24 de juny de 2015, amb 65 vots a favor (48 vots del grup a l'Assemblea de Madrid del Partit Popular i 17 vots del grup a l'Assemblea de Madrid de Ciudadanos) i 64 en contra, fou elegida presidenta de la Comunitat de Madrid.

### A la universitat
Cifuentes va participar en el Consell Social de la Universitat Carles III de Madrid. A la Universitat Complutense de Madrid, ha format part del Claustre Constituent i del primer Claustre Ordinari, de la Comissió i de la Ponència redactores dels Estatuts, del Consell Social i de la Junta de Govern.
Així mateix, va ser membre del Consell d'Universitats de la Comunitat de Madrid (1998-2000), de la Comissió de Planificació i Coordinació del Consell Universitari de la Comunitat de Madrid (1998-2000), del Consell d'Administració de la Universitat Rey Juan Carlos (1996-2000), del Consell Escolar de la Comunitat de Madrid (2000-2001) i directora del Col·legi Major Universitari Miguel Antonio Car (1995-1999).

### Accident de trànsit
El 20 d'agost de 2013, va ingressar en estat greu a l'Hospital La Paz després de patir un accident de moto al Passeig de la Castellana. Circulava sense la revisió de la ITV. Va rebre l'alta mèdica el 23 setembre 2013.

## Crítiques i judicis contra Cristina Cifuentes
El 3 d'octubre de 2012, Antonio López, per mitjà del seu advocat, Jesús Díaz Formoso, i Paco Bell, representat per la seva advocada, Belén Luján Sáez, van presentar una denúncia contra Cristina Cifuentes per delictes contra Altes Instàncies de l'Estat i per desordres públics. Moltes altres persones es van sumar individualment a aquesta denúncia convertint-la en la pràctica en una querella col·lectiva.
El 12 de desembre de 2012 els diputats Ricardo Sixto i Alberto Garzón, d'Izquierda Unida (IU), van presentar una querella contra Cristina Cifuentes al Jutjat d'Instrucció número 18 de Madrid per les 300 multes de 500 euros imposades durant la protesta convocada per la Coordinadora 25S contra l'aprovació dels pressupostos generals de l'Estat del dia 27 d'octubre. IU va pujar al seu web un model-tipus d'al·legacions per facilitar que aquells ciutadans expedientats poguessin denunciar de manera conjunta les sancions que el govern els havia imposat.
La querella es va desestimar el passat 4 d'abril de 2013. Segons assenyala l'acte judicial: "La manifestació no va ser comunicada (...)" i a causa d'això "sembla indiscutible que va produir una seriosa alteració o pertorbació de l'ordre públic, impedint la normal utilització de les vies i espais públics ".
El 9 de gener de 2013 advocats de la "comissió legal" del Moviment 15-M van interposar una demanda contenciós-administrativa contra la Delegació de Govern de la Comunitat de Madrid amb motiu d'una sanció de 300 € imposada a un ciutadà per participar en les protestes del 17 de setembre 2011.
A causa de les protestes degudes a la crisi, ha tingut múltiples crítiques per ús i abús de les Unitats d'Intervenció Policial, com el fet de no dur una placa visible amb el número identificatiu.
Així mateix, un document manuscrit, atribuït a Eduardo Tamayo, situa a Cristina Cifuentes com a mediadora a l'anomenat «Tamayazo».
El 2016 el president del periòdic La Razón, Mauricio Casals, pressionà, junt a Francisco Marhuenda, a Cristina Cifuentes per a protegir a Edmundo Rodríguez Sobrino, servidor fidel d'Ignacio González González i expresident executiu d'Inassa, filial del Canal de Isabel II.
El 4 d'abril de 2018 va comparèixer de manera extraordinària davant del ple de l'Assemblea de Madrid davant un requeriment d'explicacions per presumptes irregularitats del seu expedient acadèmic pel que fa a l'adquisició del seu títol de màster en dret autonòmic en la Universitat Rei Joan Carles (URJC), en el qual s'havia matriculat per al curs 2011-2012. No convençuts amb les seves explicacions, l'endemà el Grup Parlamentari del PSOE de la Comunitat de Madrid va registrar una moció de censura contra Cifuentes en considerar evident un frau en el màster, presentant com a candidat a la presidència de la comunitat autònoma Ángel Gabilondo.
Enmig de la polèmica, el 25 d'abril van aparèixer unes imatges d'una cinta de videovigilància robant cremes a un supermercat l'any 2011, generant una nova onada de pressió per la seva dimissió després de no haver-ho fet durant la polèmica del seu màster, creixent el nombre de crítics també dintre del propi partit. El mateix dia de la publicació, Cifuentes va comparèixer en una roda de premsa per anunciar la seva dimissió.